# Luxemburgia mysteriosa
Luxemburgia mysteriosa är en tvåhjärtbladig växtart som beskrevs av Claudio Nicoletti de Fraga och Feres. Luxemburgia mysteriosa ingår i släktet Luxemburgia och familjen Ochnaceae. Inga underarter finns listade i Catalogue of Life.